# Carlos Leal (astronome)
Pour les articles homonymes, voir Carlos Leal et Leal.
Carlos Leal est un astronome vénézuélien.

## Biographie
Le Centre des planètes mineures le crédite de la découverte de neuf astéroïdes, effectuées en 2003 avec la collaboration d'Ignacio Ramón Ferrín Vázquez, son professeur de physique à l'université des Andes à Mérida.
| (127870) Vigo           | 24 mars 2003 |
| (128166) Carora         | 27 août 2003 |
| (149528) Simónrodríguez | 24 mars 2003 |
| (159776) Eduardoröhl    | 2 mai 2003   |
| (161278) Cesarmendoza   | 24 mars 2003 |
| (196476) Humfernandez   | 2 mai 2003   |
| (201497) Marcelroche    | 2 mai 2003   |
| (366272) Medellin       | 30 mars 2003 |
| (347940) Jorgezuluaga   | 30 mars 2003 |